# Lisa Boyle
Lisa Boyle, född 6 augusti 1964 i Chicago, Illinois, är en amerikansk fotomodell och skådespelare och har synts i Playboy. Hon brukar ibland använda artistnamnet Cassandra Leigh.
Boyle tog sin studentexamen 1986 och började sin karriär som skådespelare 1988 med en roll i filmen Kroppskontakt av värsta graden.

## Filmografi i urval
- 1988 – Kroppskontakt av värsta graden
- 1997 – Lost Highway
- 1999 – The Last Marshal
- 1999 – Djävul i svart